# 親衛隊第33師 (法蘭西)
親衛隊第33「查理曼」武裝擲彈兵師（法蘭西第1師）（德語：-{33. Waffen-Grenadier-Division der SS „Charlemagne“
(französische Nr. 1)}-）是武裝親衛隊的一個師團。該師成立於1944年，成員是其他德意志國防軍與武裝黨衛隊單位內的法國人志願者，其中包括1944年9月1日解散的法國反布爾什維克主義志願軍團余部。該師於1944年人數最多時大約7400到11000人，但在1945年5月投降時只剩下60人。

## 歷史

### 波美拉尼亞
該師被派往波蘭與紅軍作戰，2月25日在波美拉尼亞的漢默斯坦（今波蘭恰爾內）被蘇聯白俄羅斯第1方面軍襲擊。

### 柏林
4月24日320至330名法國人士兵繞開紅軍先頭部隊抵達柏林。

## 指揮官
- 親衛隊上級領袖 埃德加·普奧德（Edgar Puaud，1944年8月-1945年2月）
- 親衛隊旅隊領袖 古斯塔夫·克魯肯伯格（Gustav Krukenberg，1945年2月-1945年4月25日）
- 旗隊領袖 瓦爾特·齊默爾曼（Walter Zimmermann，1945年4月25日-1945年5月8日）

### 引用
1. ↑  Bishop, Chris (2005) p. 186.

### 文獻
- Bishop, Chris (2005). SS Hitler's Foreign Divisions: Foreign Volunteers in the Waffen-SS 1940-1945, ISBN 978-1904687375.

## 延伸閱讀
- Carrard, Philippe. . Cambridge: Cambridge University Press. 2010. ISBN 9780521198226.
- Le Tissier, Tony. . Pen and Sword. 2010. ISBN 978-1848842311.